# Meryx oequalis
Meryx oequalis es una especie de coleóptero de la familia Ulodidae.

## Distribución geográfica
Habita en el sur de Australia.